# Avaris
Avaris (egipteana veche: Hatwaret, greaca veche: αυαρις = Auaris), astăzi Tell el-Dab’a, a fost un oraș important în Egiptul antic, situat în Delta Nilului. 
A servit drept centru administrativ și reședință de vară a suveranilor Dinastiilor a XII-a și a XIII-a, dar ulterior a fost cucerit de hiksoși (cca 1720 î.Hr.) și transformat în capitala lor. Capitala a fost construită pe ruinele orașului Rowarty din Regatul Mijlociu. 
Ulterior distrus  (cca 1550 î.Hr.) de Ahmose I după un asediu prelungit, dus mai ales de pe apă, a fost refăcut de faraonii Dinastiei a XVIII-a, pentru a cunoaște o ultimă perioadă de înflorire de aproape o sută de ani ca parte a capitalei  Pi - Ramses  din timpul Dinastiei a XIX-a. Odată cu slăbirea autorității centrale și transferul capitalei în altă locație din Deltă, Tanis, orașul este părăsit definitiv în timpul celei de-a XXII-a Dinastii.

## Numele
Numele său egiptean Hatwaret (pronunțat  probabil Hawara) însemna „casa departamentului”, ceea ce se referea la situația sa de capitală administrativă. Același nume îl avea în antichitate și orașul Fayium din oaza omonimă (Hatwaret - Auris). 

## Istoric

### Regatul Mijlociu
În această perioadă, orașul a fost locuit majoritar de o populație care locuia în case modeste (cca 27 m²), cu străzile urmând un plan coerent rectiliniu, ca o tablă de șah. Utilizată de suverani ai Dinastiilor a XII-a și a XIII-a drept capitală sezonieră după cum atestă și statuile descoperite ale Faronului – femeie Sobekneferu și ale lui Sehetepibre, a fost și centru administrativ al nomei a XIX-a din Egiptul de Jos.

### A Doua Periodă Intermediară

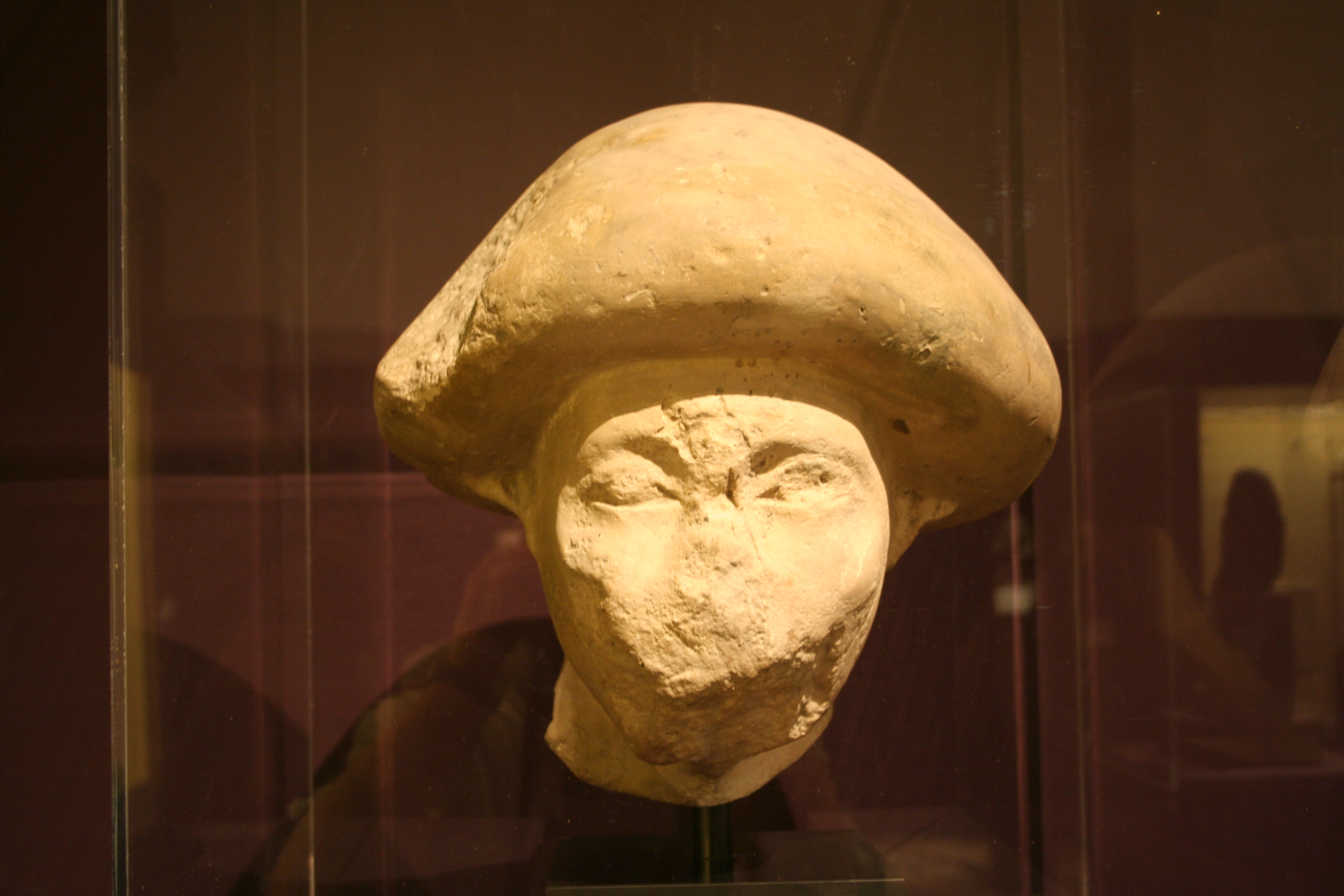
Cap al unei statui din Avaris reprezentând un asiatic

Pe fondul crizei statului egiptean, cu dizolvarea autorității centrale și apariția de mici state în Delta Nilului, se infiltrează elemente alogene venite cel mai probabil din nordul Palestinei și Siria ( Canaan) - hiksoșii. Acest popor semitic care intrase deja  în contact comercial cu civilizația egipteană cel puțin din epoca Dinastiei a XIII-a, ajunge să cucerească (în jurul anului 1720 î.Hr.) orașul Avaris, pe care îl transformă într-una din reședințele statului lor din Egiptul de Jos, alături de alt oraș celebru, Memphis. Orașul este puternic fortificat de-a lungul Dinastiei a XV-a, ajungând să aibă ziduri de protecție solide.
La sfârșitul celei de-a doua Perioade Intermediare, odată cu creșterea puterii Dinastiei thebane (indigene), hiksoșii sunt alungați treptat spre nord în urma unei perioade de cca. 30 de ani de ostilități, cu conflicte întrerupte de armistiții (cca 1580–1550 î.Hr.). Asaltul asupra capitalei are loc în perioada ultimilor faraoni ai Dinastiei a XVII-a, Seqenenre Tao al II-lea și fiul său Kamose, cărora li se opunea Apophis, faraon din Dinastia a XV-a (Marea Dinastie hiksosă).

### Noul Regat
Ahmose I, primul faraon al Dinastiei a XVIII-a, reușește să cucerească Avaris-ul în 1550 î.Hr., orașul fiind distrus. Succesorii lui Ahmose refac o reședință regală sezonieră care a funcționat cel puțin până sub Amenhotep al III-lea, dacă nu și sub Seti I, membru al celei de-a XIX-a Dinastii; orașul în schimb rămâne practic părăsit.
Odată cu decizia lui Ramses al II-lea de a-și muta capitala mai aproape de provinciile vasale filistine, arie disputată cu Imperiul hittit, Avaris cunoaște o nouă (și ultimă) perioadă de înflorire, ca parte sudică a capitalei Pi - Ramses ( „Pi Ramesses Aa-nakhtu” – echivalentă cu „Domeniul lui Ramses al II-lea, mare în victorie” ). Urmează o sută de ani de splendoare, orașului fiindu-i închinate poeme de slavă. Se ridică numeroase temple și clădiri monumentale, una dintre cele mai renumite fiind templul dedicat zeului Seth.

### A Treia Perioada Intermediară
Este ultima perioadă din viața orașului: Dinastia a XX-a abandonează planurile expansioniste ale Egiptului, astfel că Avaris începe să își piardă din importanță, până când în timpul celei de-a XXI-a Dinastii se decide mutarea capitalei în altă locație din Deltă, Tanis; odată cu mutarea se practică și demontarea și relocarea multor monumente rameside (inclusiv templul lui Seth) , factor de confuzie ulterioară pentru arheologi, care au identificat inițial capitala Pi - Ramses cu Tanis. Dupa aceasta lovitură orașul nu își mai revine, fiind complet abandonat și uitat până în epoca modernă.

## Conexiunile cu civilizația minoică

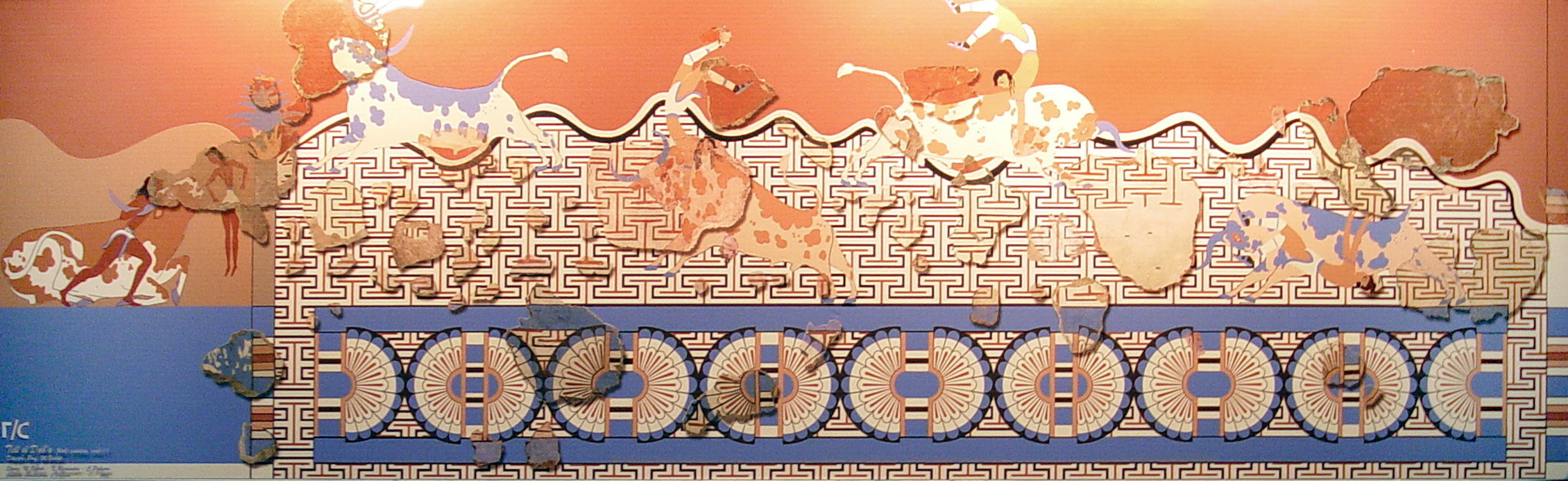
Frescă de inspiraţie minoică găsită în Avaris — reconstrucţie

Acestea  sunt apanajul perioadei când a funcționat drept reședință a suveranilor hiksoși; au fost descoperite fresce asemănătoare celor din Knossos pe pereții templului din perioada dominației hiksose, ceea ce a dus la speculații privind contactul între aceștia și Popoarele mării; de asemenea, dintre hieroglifele minoice (sistemul linear A), unele au elemente asemănătoare celor egiptene.

## Situația actuală
Situl de la Tell el-Dab’a acoperă cam 2 km²  și este alcătuit cu preponderență din ruine. A fost excavat un templu din perioada hiksosă cu multiple artefacte care atestă contactul cu civilizația egeeană și un mormânt de mari dimensiuni situat în vestul templului, construit din cărămizi de chirpici; în interior au fost descoperite săbii din cupru. Cercetările moderne au fost începute în anul 1966 de către o echipă condusă de egiptologul austriac Manfred Bietak.